# Treaty Ports
Nach der Unabhängigkeit des Irischen Freistaats im Jahr 1922 verblieben drei sogenannte Treaty Ports (Vertrags-Häfen), Tiefwasserhäfen auf irischem Grund, unter der Kontrolle des Vereinigten Königreichs. Diese waren Berehaven (im Südwesten Irlands), Queenstown (späterer Name Cobh) und der Lough Swilly. Diese Gegebenheit war Bestandteil des Anglo-Irischen Vertrags vom 6. Dezember 1921, der den Irischen Unabhängigkeitskrieg offiziell beendete.
Die Existenz dieser zwei Häfen und des Meeresarms Lough Swilly unter britischer Kontrolle war einer der Gründe, die zum Ausbruch des irischen Bürgerkriegs führten, in dem Gegner und Befürworter des Vertrags gegeneinander kämpften.
Die Treaty Ports blieben bis 1938 unter britischer Kontrolle, als sie durch das Anglo-Irische Freihandelsabkommen an Irland zurückgegeben wurden. Im Gegenzug verpflichtete sich die irische Regierung zu einer Entschädigungszahlung für enteignete britische Landbesitzer.
Die Zurückgewinnung der Kontrolle über diese Häfen war ein wichtiger Punkt, der Irland außenpolitisch freie Hand gab und es beim kommenden Zweiten Weltkrieg zur Neutralität veranlasste.
Einige Personen in Großbritannien, darunter Winston Churchill, bezeichneten die Rückgabe als eine kurzsichtige Entscheidung, da beim Start der Atlantikschlacht im Jahr 1939 die Häfen von Berehaven bzw. Queenstown 200 km weiter Richtung Atlantik wichtige Stützpunkte (vor allem zum Auftanken) hätten sein können. Doch der damalige britische Premierminister Arthur Neville Chamberlain war angesichts der Gefahr durch das Nazi-Regime in Deutschland nicht bereit, einen weiteren Konfliktherd mit Irland zu starten. Durch die Errichtung von Basen auf Island (nach der Besetzung 1940) entschärfte sich auch diese britische Problematik.